# S/Y Deodar

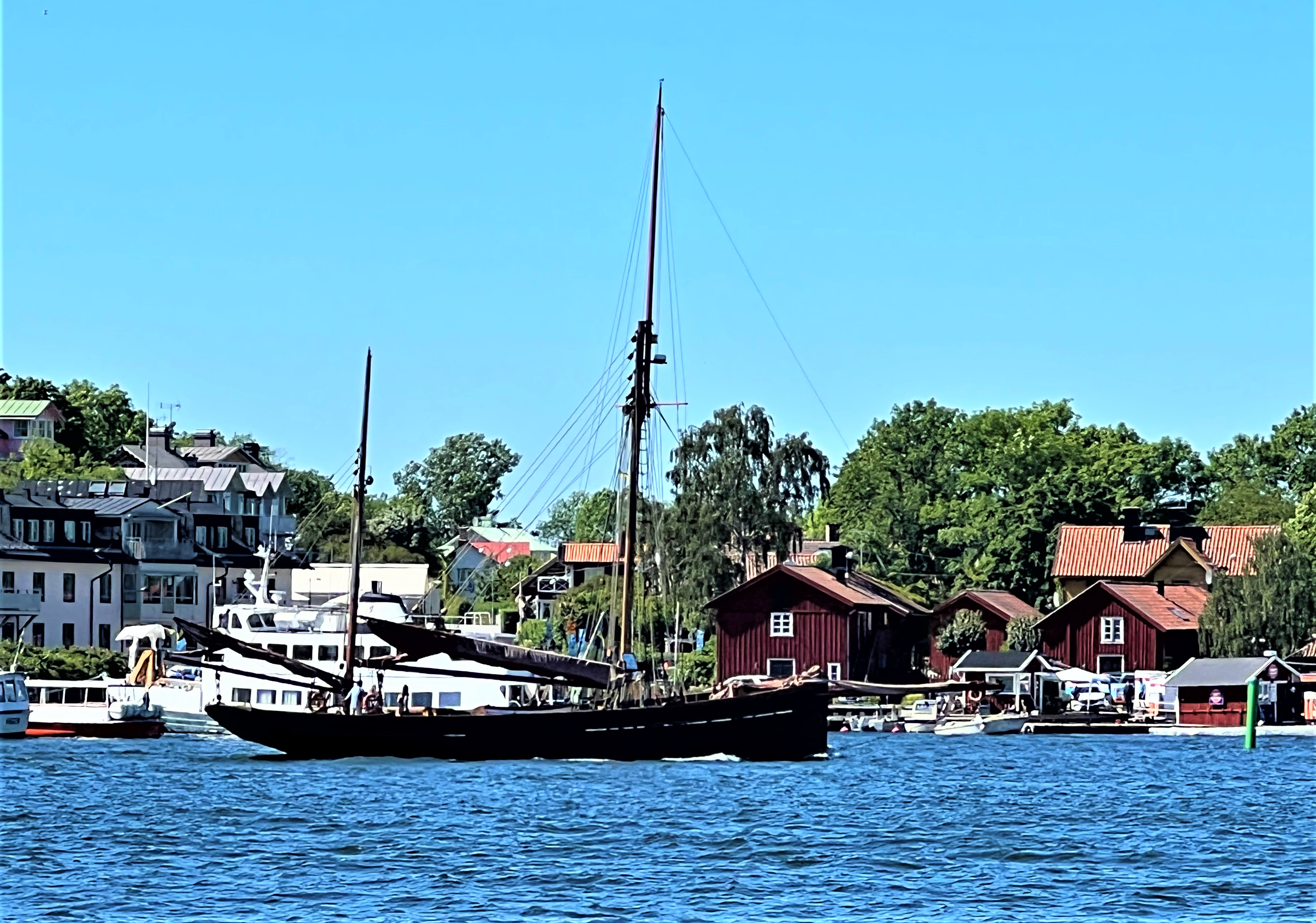
Deodar i Vaxholm i juni 2022.

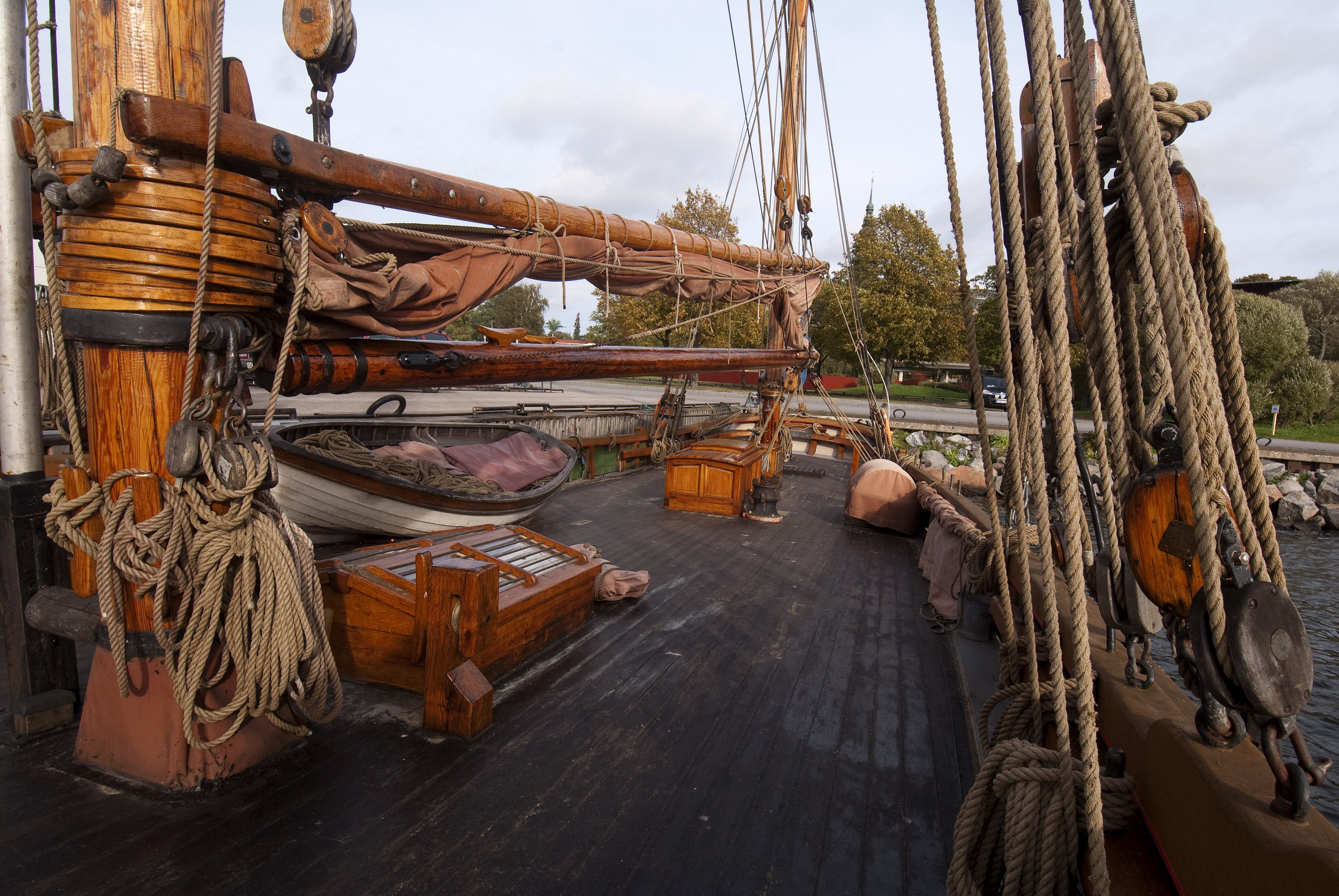
Deodar (2011).

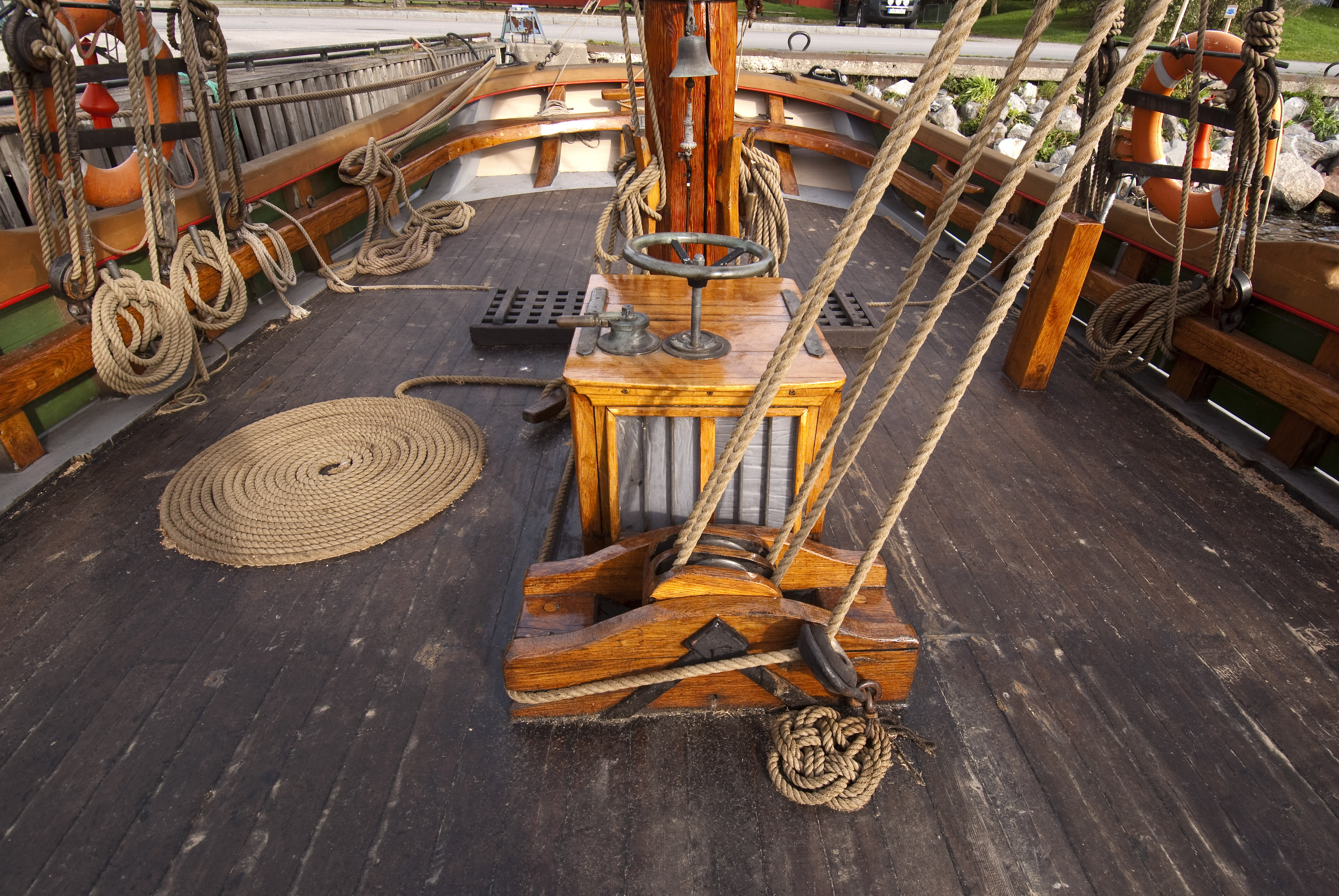
Ekskrovet (2011).

S/Y Deodar är en svensk k-märkt seglande trålare.
S/Y Deodar byggdes i Brixham i Devon Storbritannien 1911 som fiskefartyg. Hon har rak stäv och flat akterspegel. Hon såldes till Sverige 1937 och blev fraktfartyg. År 1959 blev hon fritidsfartyg. Hon har renoverats till nära ursprungligt skick med början 1969. Fartyget ägs idag av en privatperson oich k-märktes 2001.

## Fartygsfakta
- Varv: Robert Jackmans skeppsvarv i Brixham
- Byggår: 1911
- Material: skrov i ek
- Dräktighet: 47 bruttoregisterton
- Längd över allt: 24 meter
- Bredd: 5,8 meter
- Djupgående: 2,7 meter
- Segelyta: 293 kvadratmeter, med storsegel på 101 kvadratmeter, stortoppsegel 38, mesansegel 42, mesantoppsegel 14, fock 30, klyvare 41 och jagare 27/36 kvadratmeter